# Maria del Socors Antònia Gavaldà Simó
Maria del Socors Antònia Gavaldà (Reus, juny de 1699 - abril de 1723) fou una religiosa catalana coneguda amb el nom de Maria Antònia de l'Esperit Sant.
Nasqué en el si d'una família benestant de Reus, filla d'Antoni Gavaldà Baldrich i de Maria Simó Miró, de Reus, on tant el pare com l'avi patern, exercien la medicina. Antoni Gavaldà Baldrich va prendre part activa en el govern municipal de Reus, on desenvolupà el càrrec de secretari municipal i fou proposat per a primer regidor el 1722. També acabaria sent el metge de la comunitat de religioses carmelites descalces situat a la plaça de Prim de Reus, convent on havia ingressat una germana seva, Teresa Gavaldà Baldrich, que amb el nom de Maria Teresa de Sant Josep, al llarg dels seus 82 anys de vida va ser priora daquell convent durant cinc triennis.
La relació professional del pare amb les religioses carmelites i l'existència d'una tia que n'era la priora devien afavorir l'ingrés de la jove, als disset anys, en el Carmel descalç reusenc, on professà el 25 de setembre de 1717.
Entre 1722 i 1723 va mantenir correspondència amb el seu director espiritual, Francesc de Jesús Maria, Arajo i Espernay, des de 1721 prior del convent del carmelites descalços de Barcelona. En tot cas sembla que la seva relació fou més que res epistolar, ja que el frare només va estar destinat a Reus entre 1709-1712, període en el qual segurament sí que coneixeria la seva tia. Possiblement hi entrés en relació per haver estat un religiós de la confiança de la seva tia priora, a qui aquesta podia encomanar que vetllés per la confusa problemàtica espiritual de la neboda. Cal apuntar, a més, que a aquest frare era germà d'una carmelita descalça de Vic ja aleshores amb fama de mística, Maria Alberta de sant Domènec, coneguda també per les seves cartes amb l'ermità montserratí fra Josep de sant Benet o de les Llànties.
En les seves cartes refereix al seu director espiritual els seus malestars físics i espirituals, les seves temptacions i escrúpols, així com les seves experiències místiques. En el breu resum de les seves virtuts es passa delicadament per sobre del tema de les seves visions: «Otros trabajos padeció por medio de criaturas hasta amenazarla de ser acusada por la Inquisición, que era muy imaginativa. Los trabajos interiores que esta alma padeció fueron muchos».
Morí prematurament als 23 anys, el 21 d'abril de 1723.

## Obra
- Epistolari format per les vint-i-tres cartes adreçades al seu director espiritual, el carmelita descalç Francesc de Jesús Maria. Aquestes cartes han estat editades per Gabriel Beltran Larroya (1990).[2]